# Compositions 1960
Compositions 1960 és un conjunt de peces musicals compostes durant 1960 per La Monte Young. Aquestes peces són úniques en el sentit que Young posa èmfasi a l'actuació artística, mitjançant accions extra-musicals com alliberar una papallona a la sala, o empenyent un piano contra una paret.
El 1959, mentre era alumne a Berkeley, Young va viatjar a Darmstadt per estudiar amb Karlheinz Stockhausen. Durant aquell estiu, Stockhausen va tractar sovint la música de John Cage. D'aquesta manera, un cop va deixar Darmstadt, Cage tenia més pes que Stockhausen com a referent per a Young.
Un any més tard, el 1960, Young va tenir l'oportunitat d'estudiar amb Cage i Richard Maxfield a Nova York. Durant aquest temps, Young va poder participar en el seu primer loft concert a l'apartament de Yoko Ono's. Algunes de les peces que va interpretar esdevindrien, poc després, part de Compositions 1960.

## Context

### Primeres influències de La Monte Young
Young va néixer el 1935 Bern, Idaho, un llogaret mormó on vivia amb la seva família en condicions de pobresa notables, a conseqüència de la Gran Depressió posterior al Crac del 29. Malgrat això, no va quedar aïllat del món de la música en dos sentits: d'una banda, el seu pare, tieta i tiet (respectivament) van ensenyar-lo a tocar la guitarra, l'harmònica, cantar cançons de cowboys i ballar claqué. També va començar a tocar el saxòfon, que seria un instrument molt rellevant per a ell durant la seva joventut. D'altra banda, els sons als que estava exposat (el vent travessant la fusta de la cabanya, els transformadors elèctrics, o els ocells que imitaven certes freqüències) van despertar la seva curiositat pels fenòmens acústics prolongats, ja que «mentre mantenia prolongades les notes, podia percebre les relacions harmòniques millor». Això jugaria més endavant un paper important en obres com for Brass (1957) amb el desenvolupament del dream chord.
Grimshaw apunta, fent servir paraules de l'escriptora Joanna Brooks, la relació entre l'educació mormona i la concepció del procés compositiu de Young: «[…] un esperit vetust esforçant-se a recordar la forma de l'eternitat al marbre de la cuina» té com a paral·lel Young buscant l'essència de la música a partir d'allò que percep durant el dia a dia. Després d'una sèrie de mudances, la família s'instal·la a Los Angeles el 1949, on Young rebria una educació musical més estructurada, però, així i tot, multilateral: va rebre classes de Leonard Stein, deixeble i assistent de Schönberg (d'on deriva la predisposició de Young a indagar el dodecatonisme i el serialisme) i, durant la dècada dels cinquanta, va estar molt implicat amb el jazz, formant part de bandes i grups.
Una figura important per Young va ser Dennis Johnson, company d'estudis a la UCLA, que va influenciar-lo mitjançant la seva visió sobre la devaluació de l'escenari clàssic en la música: proposava una posada en escena en un lloc «llunyà [...], [enmig del] camp, on només podrien distingir la [però en la llunyania] música aquells que passessin per a prop», essent una de les interpretacions una quarta «que sonaria durant molt temps des d'un lloc indistingible» abans de resoldre a una tercera menor i continuar el cicle. Això tindria una repercussió innegable en peces com Composition 1960 #7. A més, com a influències importants en el desenvolupament del minimalisme de Young, podem remarcar l'obra November (1959) de Johnson i el fet que els dos formessin amb Terry Jennings un trio fonamentat en la improvisació (essent de les poques persones que comprendrien la manera de pensar de Young durant la dècada).

### Serialisme i Berkeley
Durant aquesta època (finals dels 50), Young reflexiona sobre el mètode i els materials usats per Webern: des dels més globals (com la integració de motius en les formes serials, o la conjugació entre una estètica més conservadora i l'estàtica de les formes serials) fins als recursos específics (com la repetició, ja fos de sons o de sèries (per extensió a les seves retrogradacions o inversions); o bé les petites seccions estàtiques com «tocs de campana o el pas del temps al rellotge»). Aquestes idees, juntament amb l'ús del silenci de Cage, donarien fruit en obres com el Trio de corda (1958), on combinades crearien un paisatge sonor molt distès.
Però res d'això no fa que el compositor es quedi estancat en el serialisme: ell pren com a objectiu el canvi de paradigma ‘ordinal' a ‘cardinal', traient valor a l'ordre (que limita el material musical a sèries i melodia) i fent èmfasi en les quantitats i l'entreteiximent harmònic entre les notes, que es va consolidant amb el pas del temps. No és d'estranyar, aleshores, que cregui en l'anàlisi harmònic «d'oïda», o si més no, la importància d'acostumar-la a l'hora de canviar de sistema d'afinació. Un fet important a l'hora d'aparcar el seu endinsament en el serialisme és la seva experiència com a alumne de Pandit Pran Nath, que el va introduir de manera magistral a dècades i segles de música del nord de l'Índia, donant-li a conèixer amb profunditat elements com el bordó i la improvisació sobre els raga.
L'estiu del 1959 viatja a Darmstadt per tal d'assistir a algunes lectures de John Cage: allà queda impressionat per les interpretacions de David Tudor (a qui en poc temps dedicaria 3 de les 14 peces de Compositions 1960), i curiosament, tant el mateix Tudor com Stockhausen s'interessen per l'obra de Young. Poc abans havia conegut Terry Riley, una de les amistats més sòlides del compositor, i alhora una de les persones amb qui més col·laboraria a l'hora d'investigar sonoritats per a les seves composicions durant els propers mesos. No és estrany que li dediqués l'última peça del cicle Compositions 1960 (consistent en empènyer un piano, potser fent referència també al fet que fos una persona important a l'hora de compondre).

### Cage i Fluxus
1959 i 1960 representen una època important per a La Monte Young: coneix Riley, Cage, Stockhausen i Tudor, abandona Berkeley, visita Darmstadt i s'estableix a la costa est, a Nova York, on comença a teixir una xarxa de contactes molt més extensa del que hauria pogut aconseguir a Califòrnia. Tot això dona peu a la creació de Compositions 1960 el mateix any.
Pel que fa a la relació amb John Cage, Young comenta en un diàleg amb Kostelanetz que alguns dels elements de la música de Cage que més el van influir van ser l'ús de nombres aleatoris, la presentació en una posada en escena “clàssica” d'un fenomen semi-musical o no musical, i la recerca de noves fonts sonores. Curiosament, a conseqüència de la innovació i la reinterpretació (o fins a cert punt, l'expropiació dels recursos) que Young aporta sobre cada estil en el qual s'endinsa, Cage va dedicar un temps a replicar a les Compositions 1960 amb dues obres per seguir-li el ritme, 0’00” (1962) i Variations III (1963). De fet, fins i tot es pot veure una certa connexió entre la producció de Young el 1960 i una obra posterior de Cage, Variations VII (1966), que es fonamentava en «pescar sons» que estiguessin a l'aire (salvant les distàncies amb Composition 1960 #5, la qual focalitzava l'atenció en el so d'una papallona).
Malgrat això, trobem moltes diferències entre l'obra d'aquests dos compositors. Cage destaca que la música de Young no és aliena a les avantguardes europees i que sap posar «sota microscopi» la música, ja que mitjançant les repeticions, les prolongacions i les variacions mínimes, aconsegueix fer adonar-se a l'espectador que allò que a priori semblava un mateix so continu, tenia molt més matís de l'imaginable. Aquesta idea troba continuïtat amb la reflexió sobre Composition 1960 #7 (mantenir una quinta sonant) que el món sonor generat per cada estímul inicial no es pot tornar a repetir.
També trobem diferències en el mètode o l'enfocament dels dos compositors: d'una banda Cage programa una sèrie de sons i esdeveniments en un període prolongat de temps, mentre que Young focalitza l'atenció en una sèrie limitada de sons o fenòmens. En aquesta línia, el “paraigües” de la definició de música de Cage és molt més ampli que el de Young: el primer, arran de la seva implicació en la música electrònica, defensa que tot pot ser musical, mentre que el segon limita al música a la definició que tot so pot ser musical sempre que l'existència del mateix sigui concebible (és a dir, les limitacions que puguem tenir a l'hora de determinar o observar el so no s'han de tenir en compte en aquesta definició, de manera que Composition 1960 #5 és música per molt que no puguem escoltar la papallona).
A partir de la seva vinculació amb artistes i amb l'art conceptual, La Monte Young va veure’s involucrat amb Fluxus, un moviment/una comunitat fruit d'un dels corrents o subcultures artístiques sorgits a principis dels anys 60, que treballaven –incloent però no limitant a- happenings, Body Arts, Live Arts i una forma posterior al concepte de performing arts. Malgrat que col·laborés amb alguns dels seguidors del moviment i part del resultat seguís en la seva línia de creació (com posades en escena de notes prolongades amb instruments de corda juntament amb John Cale (no Cage) i Marian Zazeela), es vol desvincular de la línia “oficial” de producció de Fluxus, ja que considera que a Fluxus el factor “entreteniment” pondera molt més que a la seva música, que qualifica de “conceptual”.

### Compositions 1960
A l'any de la creació d'aquest cicle, trobem un La Monte Young interessat en endinsar l'oient en un món nou a partir de l'experiència sonora («My own feeling is that if people aren't carried away to heaven I'm failing»), cosa que pretén aconseguir a partir de no només fenòmens com els sons addicionals de l'instrument (harmònics, combination sounds, etc.) si no també posant èmfasi en el mateix paper de l'instrumentista: posant de manifest que –si una obra fos interpretada per una màquina- els factors de l'error i la variació desapareixerien amb l'obra mateixa, de manera que és necessari considerar l'atenció que posa l'intèrpret en els errors i el reconeixement de les relliscades per part del públic (així com l'estrès inherent que això genera) com a part de l'experiència.

Grimshaw descriu el moment creatiu que estava vivint Young de la següent manera:
«Early on in his career Young developed a defiant attitude toward musical convention and established a habit of leading, sometimes quite audaciously, rather than following. He embraced, then transgressed, style after style. He became obsessed with blues, but warped and stretched its harmonic progressions. Some early works observed the strict melodic rules of serialism, but expanded them to proportions his teachers found outlandish. He was inspired by John Cage’s chance operations, and while still a graduate student he convinced the elder composer to perform his works. Soon, however, Young found even Cage to be conceptually unchallenging.»
Tenint en compte aquest mètode d'exploració d'estils gairebé “parasitari”, i la recent experiència amb Riley elaborant Poem for Tables, Chairs, Benches, etc. (1960), Young es troba en un moment clau per idear Compositions 1960, més encara observant que té una mica de caràcter de resposta teatralitzada a l'atmosfera sufocant de Berkeley, on poques vegades es prenien seriosament certs tipus d'obres o activitats que duia a terme.

## Peces
Com a breu pinzellada sobre la obra (que s'estructura en 14 diferents blocs d'instruccions amb una data de creació associada, essent cadascun una peça) com a culminació lògica del desenvolupament del mètode de treball (fins al moment de la realització, és clar), veiem la continuïtat d'elements com les notes prolongades (#7), la transfiguració de l'element del públic que mencionava Johnson (#6), la pròpia definició de la música (#5) o fins i tot els límits d'aquesta (#13). Notem com el paper del temps com a element que no depèn del creador mateix (factor clau a l'hora d'idear un món sonor) es remarca de diferents maneres, que poden ser explícites [per part de l'intèrpret] (#2, #3, #4, #6), procedimentals (#5, #7, Piano Piece for David Tudor #1, Piano Piece for David Tudor #2, Piano Piece for Terry Riley #1), críptica/que depèn de la interpretació de les instruccions (#9, #10, #15, Piano Piece for David Tudor #3) i d'una manera tan peculiar com demanar a l'intèrpret que prepari i interpreti una composició (#13). A tall de curiositat, Henry Flynt va interpretar (trencant de facto encara més la relació entre compositor i intèrpret) la mateixa Composition 1960 #13 en una ocasió.
A mode de conclusió, l'obra s'ha vist com una col·lecció de peces que, en la línia del seu estil d'exploració, aïllen (element important en el procés compositiu de Young) i treballen diferents aspectes que Cage havia tractat en conjunt en algunes de les seves obres. D'altra banda, l'obra destaca en conjunt no per la sensació de continuïtat que pugui (això es treballa en cadascuna de les instruccions), si no per una representació del potencial del mètode de Young. A més, aquestes obres van contribuir en part (afegint un altre gran nombre de recursos i idees que havia treballat fins ara, com els raga i la continuïtat d'un món sonor, respectivament) a la concepció de The Well-Tuned Piano (1964-) i el concepte de Dream House.
Cadascuna de les peces descriu una sèrie d'instruccions que l'intèrpret ha de seguir, abans i durant la peça. En algun cas també especifica el paper del públic. La numeració de les peces no és 1, 2, 3,... sinó que omet alguns dels nombres.

### #2 ("Build a fire")
Instruccions:
Build a fire in front of the audience. Preferably, use wood although other combustibles may be used as necessary for starting the fire or controlling the kind of smoke. The fire may be of any size, but it should not be the kind which is associated with another object, such as a candle or a cigarette lighter. The lights may be turned out.
 After the fire is burning, the builder(s) may sit by and watch it for the duration of the composition; however, he (they) should not sit between the fire and the audience in order that its members will be able to see and enjoy the fire.
The performance may be of any duration.
In the event that the performance is broadcast, the microphone may be brought up close to the fire

La Monte Young planejava interpretar-la a un auditori de Berkeley, però el director dels concerts no li ho va permetre, presumptament pel risc d'incendi. Finalment, la peça #4 va ser interpretada.
La composició data del 5 de maig del 1960.

### #3
Instruccions:
Announce to the audience when the piece will begin and end if there is a limit on duration. It may be of any duration.
 Then announce that everyone may do whatever he wishes for the duration of the composition.

La composició data del 14 de maig del 1960.

### #4
Instruccions:
Announce to the audience that the lights will be turned off for the duration of the composition (it may be any length) and tell them when the composition will begin and end.
 Turn off all the lights for the announced duration.
When the lights are turned back on, the announcer may tell the audience that their activities have been the composition, although this is not at all necessary.

La composició data del 3 de juny del 1960.

### #5
La interpretació implica alliberar una papallona a la sala. Concretament, Young demana,
Turn a butterfly (or any number of butterflies) loose in the performance area.
 When the composition is over, be sure to allow the butterfly to fly away outside.
The composition may be any length but if an unlimited amount of time is available, the doors and windows may be opened before the butterfly is turned loose and the composition may be considered finished when the butterfly flies away.

Es va inspirar durant un viatge al Mount Tamalpais. Es va estrenar a Berkeley el juny del 1960.
Pel que fa a la peça, Young assegura que la interpretació deixa clar que fins i tot una papallona emet so: "A person should listen to what he ordinarily just looks at, or look at things he would ordinarily just hear."

### #6
Instruccions:
The performers (any number) sit on the stage watching and listening to the audience in the same way the audience usually looks at and listens to performers. If in an auditorium, the performers should be seated in rows on chairs or benches; but if in a bar, for instance, the performers might have tables on stage and be drinking as is the audience.

Young, a més, especifica que un pòster que anunciï el concert es pot col·locar a prop de la sala, i que es pot afegir a les entrades la possibilitat que el públic s'uneixi als intèrprets a l'escenari.

### #7
És considerada la més popular de Compositions 1960. La partitura de #7 consta únicament de 2 notes (un Si3 i un Fa#4), i la instrucció "To be held for a long Time." Sempre que es compleixin les instruccions, qualsevol conjunt instrumental pot interpretar la peça.

El musicòleg H. Wiley Hitchcock destaca,
[Composition 1960: #7] evoked a large number of ancillary sounds (mostly audience noises) but also revealed to those who continued to listen a whole inner world of fluctuating overtones in the open fifth as sustained by the players.

Un trio de corda va fer-ne una interpretació de 45 minuts, a Nova York el 1961. Una de 39 minuts per a sintetitzador i tanbura electrònicava ser gravada i publicada per The Never Arriving el 2017.

### #9
Les instruccions estan escrites a un sobre (dins del qual es troba la partitura), i la peça data d'octubre de 1960.
the enclosed score is right side up when the line is horizontal and slightly above center

La partitura consta d'una única línia negra horitzontal dibuixada dins els marges del paper. De fet, aquesta línia fa referència a la següent peça, #10 ("to Bob Morris").

### #10 ("to Bob Morris")
Instruccions:
Draw a straight line and follow it.

Està dedicada a Bob Morris, un amic de Young, i escrita l'octubre de 1960.

### #13
Instruccions:
The performer should prepare any composition and then perform it as well as he can.

Dedicada a Richard Huelsenbeck.

### #15
L'última peça numerada del cicle. Aquesta peça, igual que la #13, també està dedicada a Huelsenbeck.

Instruccions:
This piece is little whirlpools out in the middle of the ocean.

Data de les 9:05 A.M., del 25 de desembre del 1960.

### Piano Piece for David Tudor #1
Aquestes 3 peces estan dedicades a David Tudor, amb el qual Young va estudiar durant un any. Les instruccions demanen a l'intèrpret que "alimenti" el piano:
Bring a bale of hay and a bucket of water onto the stage for the piano to eat and drink. The performer may then feed the piano or leave it to eat by itself. If the former, the piece is over after the piano has been fed. If the latter, it is over after the piano eats or decides not to.

### Piano Piece for David Tudor #2
Instruccions:
Open the keyboard cover without making, from the operation, any sound that is audible to you. Try as many times as you like. The piece is over either when you succeed or you decide to stop trying. It is not necessary to explain to the audience. Simply do what you do and, when the piece is over, indicate it in a customary way.

### Piano Piece for David Tudor #3
Les instruccions consten únicament d'aquesta frase:
Most of them were very old grasshoppers.

Així doncs, la peça és més aviat un poema, i és l'intèrpret qui ha de prendre la decisió de com materialitzar-la.

### Piano Piece for Terry Riley #1
Instruccions:
Push the piano up to a wall and put the flat side flush against it. Then continue pushing into the wall. Push as hard as you can. If the piano goes through the wall, keep pushing in the same direction regardless of new obstacles and continue to push as hard as you can whether the piano is stopped against an obstacle or moving. The piece is over when you are too exhausted to push any longer.

La composició data de les 2:10 A.M., del 8 de novembre de 1960.